# 括 (鲁国)
括（?—?），姬姓，名括，是鲁武公的长子，鲁懿公和鲁孝公的哥哥。
前816年，鲁武公带着自己的长子括、少子戏朝见周宣王。周宣王喜欢戏，想立他为鲁国的太子，仲山甫认为这是违背先王遗训的做法，极力劝谏，周宣王不听，还是将戏立为鲁国太子。这年夏天，鲁武公回国后就去世了，戏继承鲁国君位，是为鲁懿公。前807年，括之子伯御与鲁人攻杀鲁懿公，鲁国人立伯御为君。
前796年，周宣王伐鲁，杀伯御，仲山甫推荐鲁懿公的弟弟公子称继承鲁国君位，是为鲁孝公。　　　　　